# 古尔詹特·辛格
古尔詹特·辛格（Gurjant Singh，1995年1月26日—），印度男子曲棍球运动员，司职前锋，2020年夏季奥林匹克运动会男子曲棍球铜牌得主、2022年亚洲运动会男子曲棍球金牌得主。